# فان ایر یوروپ
فان ایر یوروپ (به انگلیسی: Van Air Europe) یک شرکت هواپیمایی با کد یاتا V9 است که در تاریخ ۲۰۰۴ میلادی تأسیس شده است. دفتر مرکزی فان ایر یوروپ در برنو، جمهوری چک واقع شده‌است.